# فرودگاه پیت گرینویل
 فرودگاه پیت گرینویل (به انگلیسی: Pitt-Greenville Airport) یک فرودگاه همگانی با کد یاتا PGV است که یک باند فرود آسفالت دارد و طول باند آن ۱۹۸۱ متر است. این فرودگاه در کشور ایالات متحده آمریکا قرار دارد و در ارتفاع ۸٫۲ متری از سطح دریا واقع شده است.

## نگارخانه

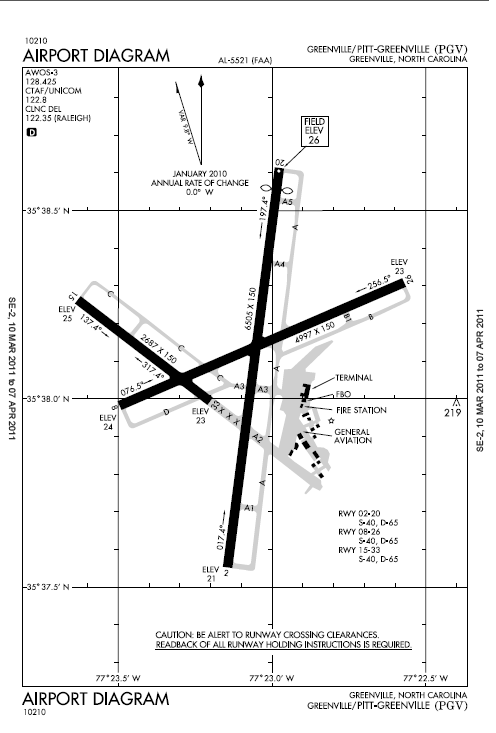